# Pavelló Municipal de Salou
El Pavelló Municipal de Salou és una obra de Salou (Tarragonès) inclosa a l'Inventari del Patrimoni Arquitectònic de Catalunya.

## Descripció
Poliesportiu de dues plantes situat en un solar rectangular de la zona nord de Salou, entre l'Ajuntament i una escola. Té dues parts visiblement diferenciades: el volum més gran, amb les pistes i les grades, i el més petit, que presenta els vestidors i el gimnàs. La plaça pública que es troba davant de l'edifici permet l'accés al poliesportiu a través d'escales i rampes. La façana principal, que s'orienta cap aquesta plaça, està formada per un gran finestral que comunica l'espai esportiu amb l'àrea d'accés a l'immoble.
A banda i banda de la pista esportiva es troben les grades, amb una capacitat per a 800 persones. L'espai està dividit en tres zones: la de les grades, la de les jàsseres que salven transversalment la llum de la coberta, i la de les lluernes superiors, repartides en tres volums. Sota les galeries de circulació de les grades es troben els vestidors i els magatzems i, connectat amb aquests últims i sota el vestíbul d'entrada, es troba el bar.
En l'extrem oposat a l'accés principal hi ha un segon vestíbul que comunica les dues plantes i que compta amb les sortides d'emergència. A la planta superior hi ha un petit gimnàs que fa les funcions d'escenari quan es realitzen funcions teatrals.